# Visarga
Visarga (en sánscrito : विसर्गः llamado también en tamil āytam y transliterado al románico IAST : visarga)  es un grafema de las lenguas índicas cuyo nombre en idioma sánscrito significa "el envío de vuelta" (es decir el eco), o "el de descarga". En sánscrito se utiliza principalmente usando la fonología llamada  śikṣā. Tal grafema o signo gráfico corresponde generalmente de una alteración del fonema  ‘s’ y del fonema  ‘r’ adelante de los puntos sordos y luego de los finales. En la transliteración al alfabeto latino se escribe como ḥ. En el visarga se pueden distinguir la forma gutural (llamada jihvāmūlīya) adelante de ‘k’ y ‘kh’  y la forma bilabial (llamada upadhmānīya) adelante de ‘p’ y de ‘ph’.

## Características fonémicas y gráficas principales
Así el visarga es un alófono de los fonemas  / r / y / s / cuando tras pronunciarlos se hace una pausa (al final de un enunciado). Tras el fonema / -s / es una inflexión común que se transforma en sufijo (del nominativo de la primera persona del singular, o en segundo lugar singular, etc.).

También el visarga aparece con frecuencia en los textos sánscritos. En el orden tradicional del sánscrito suele sonar el visarga junto con la anusvāra para indicar una detención entre vocales y consonantes.
En los sistemas de escritura de la lengua sánscrita el visarga (विसर्गः) es un grafema que indica una detención y distinta aspiración sonora.
El visarga suele significar a una alteración de la 's' y 'r' "sordas" y en el final del lexema. Está representado por una 'Ḥ'. A veces adopta la forma distinguida gutural (jihvāmūlīya) para 'k' y 'kh' y la forma bilabial (upadhmānīya) antes de 'p' y 'ph'. Por ejemplo la palabra sikh (mal transcrita al español como "sij") se pronuncia /sik-ḥ/ con un h expirada (ḥ) tras (en este caso) la letra k.

El gáiatri mantra en escritura devanagari. La invocación "Oṃ / bhūr bhuvaḥ svaḥ", contiene dos visarga.

- en la escritura devanagari es graficado con dos puntos verticales puestos a la derecha de la sílaba interesada:[2]  ः
- en el alfabeto internacional para la transliteración del sánscrito (IAST) el visarga está indicado con la letra "h" con un punto debajo o punto subescrito: ḥ

Por ejemplo:
- क deviene क:
- ka deviene kaḥ

Representación cursiva de un visarga.

Por ejemplo en el alfabeto devanagari cuando se acopla a los signos que representan comúnmente a una letra que representa a un fonema; por ejemplo en el caso del fonema [p] que en devanagari se escribe अ || प , ya que con la h de detención glotal llamada el visarga se escribe al símbolo gráfico que en alfabeto devanagari representa al visarga: पः (en románico transcrito entonces como pḥ) , y así con toda otra letra ya que con el signo del visarga siempre se expresa una pausa seguida de una aspiración o de una expiración (aspiración o expiración según el caso; en el ejemplo dado el, del fonema [p] que en devanagari se escribe con la letra प) tras una letra común con el símbolo devanagari : o si no, cuando se translitera al alfabeto románico con el símbolo ḥ, en cuanto ambos simbolizan al visarga.
Generalmente el visarga es "adoptado" por las letras o incluso sílabas finales de una palabra. La pronunciación entonces es aquella de un sonido sordo, aspirado, articulado con la vocal que lo precede. Frecuentemente substituye a una "s" o a una "r" final, por ejemplo:
- अहर् आगमॆ deviene अह:आगमॆ
- ahar āgame deviene ahaḥāgame (literalmente: "día origen")[5]

El sustantivo masculino sánscrito visarga, procede de su equivalente antiguo visarjanīya,  que literalmente significa "(el) enviado adelante", "emisión", "descarga", "fuga", "liberación".

## Representación
El visarga (también llamado, de manera equivalente, visarjanīya por los gramáticos antiguos) es el nombre del fonema escrito y transcrito con los símbolos gráficos siguientes:
| Devanagari      | ः         |
| Transliteración | Símbolos |
| AITS            | ḥ        |
| Harvard-Kyoto   | H        |

## Pronunciación
La función del visarga en sánscrito es la de indicar un eco de la vocal precedente. En la recitación clásica de textos en sánscrito el visarga es ignorado si se encuentra en el medio    verso; se pronuncia al final de una estrofa.
En otras lenguas índicas las funciones del visarga son más o menos similares a las que tiene en el sánscrito. En birmano, empero, el visarga (◌း) ubicado al costado de una letra tiene la función de aportarle un tono alto.

## El visarga en tamil

Akh tamil.

En tamil , el visarga se llama āytam  y se escribe con el grafema ஃ . Aparte de un uso moderno como un diacrítico para escribir sonidos extranjeros, existe un uso arcaico que se emplea sólo en locuciones idiomáticas fosilizadas o arcaizantes como அஃது ( adḥu - "allí"), இஃது ( idḥu - "aquí"), etc. La primera mención conocida en tamil se encuentra en el tratado gramatical llamado Tolkāppiyam (1: 1: 2), en el que se clasifica como un alófono ( cārpezuttu, "sonido dependiente").

## Birmano
En la escritura birmana , el visarga (diversamente llamado ရှေ့က ပေါက် shay ga pauk , ဝစ္စ ပေါက် wizza pauk o ရှေ့ ဆီး zi shay y representado con dos puntos a la derecha del texto como ◌ း ), cuando se utiliza unido a un texto, como ya se ha indicado en este artículo,  crea un ascenso de tono.

## Japonés

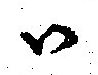
El signo de Visarga usado por Motoori.

### El signo visarga utilizado por Motoori
El erudito japonés de fines de siglo XVIII a inicios de siglo XIX llamado Motoori Norinaga inventó un signo para el visarga que utilizó en un libro sobre la ortografía de la India.